# 東條千歳
東條 千歳（とうじょう ちとせ、1861年 - ?）は、大日本帝国陸軍軍人である東條英教の妻で、第40代内閣総理大臣東條英機の母である。

## 生涯
福岡県北九州市小倉北区の萬徳寺住職の德永靈鳳の娘で、実家の近くにあった歩兵第14連隊にいた英教と結婚した。
1880年に生まれた長男英夫、1882年に生まれた次男英実は、おそらく千歳の乳房にあった鉛毒のために1年以内に死去したと思われる。千歳は神経質になり、1884年に生まれた三男の英機を特に期待をこめて育て、他人には抱かせなかった。他に3人の息子、娘を生んだ。
東條英機の妻東條かつ子は、千歳の縁戚である。嫁入りしたかつ子に千歳は厳しかった。